# Musophobie
 (mars 2021).
La musophobie est une peur irraisonnée et intense déclenchée par la confrontation avec des rats, mais aussi des souris et des rongeurs. Ce trouble fait partie des phobies des animaux, des  zoophobies.

## Fréquence
Il n'existe pas de chiffres exacts, ni en France ni ailleurs, permettant de connaître la prévalence précise de la musophobie dans la population. Cependant, cette phobie est très fréquente dans la société, et ce sont souvent les femmes qui en sont les principaux sujets.  Cette tendance n'est pas récente, historiquement les rats ont une réputation d'autant plus mauvaise qu'elle est aussi associée à la torture, aux pandémies et aux épidémies  comme ce fut le cas en France (peste de Marseille (1720) , épidémie de peste de 1920 à Paris).

## Raisons
Cette peur incontrôlée est souvent due à l'association du rat avec la saleté et les endroits sombres, avec la possibilité pour ce rongeur de surgir à tout moment d'un endroit inattendu et de se dissimuler partout,.
Les musophobes peuvent avoir une obsession pour la propreté. En effet, s'ils repèrent une souris chez eux, ils pensent qu'elle contamine leur nourriture avec sa salive, son urine et ses excréments, qui sont très pathogènes, et que ces derniers peuvent apporter des maladies, parfois mortelles comme l'orthohantavirus et la leptospirose.

## Symptômes
La musophobie se manifeste sous plusieurs formes : dégoût, panique et palpitations. Chez certains individus, elle peut conduire à une totale paranoïa. En effet, ce trouble les submerge de doutes vis-à-vis de leur sécurité tout en les poussant à vérifier constamment la présence de rats dans tous les recoins de leurs entours tels que la maison, la cave, le grenier, etc. En d'autres termes, cette phobie des rats peut conduire à une véritable obsession. Ce type de phobie entraîne également des pleurs, des tremblements et éventuellement des cauchemars.

## Traitement
Une personne ayant une phobie des rats est pleinement consciente de sa réaction exagérée à ces rongeurs. Cependant, ce comportement reste incontrôlable. Et le fait de se retrouver face à la situation phobique peut être traumatisant et aggraver les symptômes. 
Il existe des techniques cognitives et comportementales qui apprennent aux sujets souffrant de leur manifestation anxieuse à mieux la gérer. Comme le recours aux médecines douces telles que l'hypnose ou la psychothérapie, celles-ci vont aider la personne musophobe à accepter et à reconnaître ses peurs en l'exposant progressivement à diverses situations afin de stimuler ses réactions et lui apprendre à se contrôler,,.
D'autre alternatives consistent à vivre à l'écart des souris, dans un endroit réputé sans rongeurs, dans un appartement situé à l'étage ou à ne pas aménager un sous-sol, qui n'est pas accessible à toutes les personnes. Adopter un chat pour avoir un allié naturel contre ces rongeurs peut aussi être utile.

## Musophobes célèbres
- Adrian Monk[4]

- Megan Fox[4]